# Hlušovice
Obec Hlušovice se nachází v okrese Olomouc v Olomouckém kraji. Leží asi 5 km severně od krajského města Olomouc, na železniční trati č. 290 Olomouc–Šumperk. Žije zde přibližně 1 100 obyvatel.
Na sever od Hlušovic je úrodná orná půda, směrem na jih k Olomouci-Černovíru jsou louky a lesíky, na místě bývalého Černovírského slatiniště.

## Název
Na vesnici bylo přeneseno původní pojmenování jejích obyvatel Hlušovici, které bylo odvozeno od osobního jména Hluša, varianty jména Hluch a znamenalo „Hlušovi lidé“.

## Historie
První písemná zmínka o obci je z roku 1271, ale osídlení je mnohem starší (na území obce byly nalezeny ve větším množství archeologické předměty z kultury popelnicových polí). Obec byla zprvu majetkem kláštera Hradisko, později města Olomouce.
Původně se jednalo o poměrně malé sídlo, v 19. století a v první třetině 20. století pak počet obyvatel postupně vzrostl až na 339 (sčítání v roce 1930). V poválečném období se Hlušovice, ve kterých zůstalo jedinou možností pracovního uplatnění zemědělství, spíše vylidňovaly. Tento proces ještě urychlilo v 70. letech připojení Hlušovic k obci Bohuňovice. Ztráta statusu obce omezila možnosti výstavby a prakticky zastavila rozvoj infrastruktury. Pokles počtu obyvatel pokračoval i několik let po obnovení samostatné obce Hlušovice v roce 1990, minima pak dosáhl v roce 1997 (pouze 255 obyvatel). V roce 1998 přijala obec nový územní plán velmi vstřícný k rostoucímu zájmu obyvatel velkých měst o individuální výstavbu v příměstských lokalitách s kvalitním životním prostředím. Na jeho základě došlo v následujícím období k masivní výstavbě rodinných domů (jen v letech 2001–2011 vzrostl počet domů z 92 na 240) a k rychlému růstu počtu obyvatel (v letech 2001–2011 se téměř ztrojnásobil). Územní plán z roku 1998 přitom počítá, že „cílový“ počet obyvatel může být mezi 1 až 1,5 tisíci.

## Pamětihodnosti
- Boží muka jihovýchodně od vesnice[7]
- Boží muka severovýchodně od vesnice[8]
- Filiální kostel sv. Petra a Pavla náležící k farnosti Bohuňovice[9]
- Kaple nad hrobkou zakladatelů kostela v Hlušovicích manželů Benýškových[10]
- Kříž na ulici Akátová[11]
- Kříž na ulici Hlavní[12]
- Kříž na ulici U Kostela[13]
- Kříž severně od obce[14]
- Lípa Edvarda Beneše[15]
- Památník Tomáše Garrigua Marasyka[16]
- Pomník obětem 2. světové války v Hlušovicích - pomník Rudé armádě a místním padlým postavený ve stylu socialistického realismu[17]